# Ficedula henrici
Ficedula henrici là một loài chim trong họ Muscicapidae.